# Šahovski savez SAD
Šahovski savez SAD (eng. United States of America Chess Federation), krovno tijelo športa šaha u SAD. Sjedište je u Crossvilleu, Tennessee. SAD pripada američkoj zoni 2.1. Predsjednik je Allen Priest (ažurirano 17. listopada 2019.).

## Vanjske poveznice
- Službene stranice